# Andrásfalva (Vajdaság)
Andrásfalva (szerbül Карађорђево / Karađorđevo) falu Szerbiában, a Vajdaságban, az Észak-bácskai körzetben, Topolya községben.

## Története
1921-ben hozták létre a boszniai Krajinából és Likából érkezett szerb dobrovoljác telepesek számára. A falu szerb nevét az az évben elhunyt I. Péter szerb király tiszteletére kapta.
1941. május 11-én Magyarország és Románia aláírta a bukovinai székelyek áttelepítéséről szóló egyezményt. A lakosságot politikai döntéssel a visszafoglalt Bácskába telepítették le, a bukovinai Andrásfalva lakói az internált dobrovoljácok földjét kapták meg, és 1941–44 között Andrásfalvának nevezték a falut. A második világháború vége felé a szerbek megtorlásától tartva a székelyek Magyarországra menekültek.

## Népesség

### Demográfiai változások
| 1948 | 1953 | 1961 | 1971 | 1981 | 1991 | 2002 | 2011 |
| ---- | ---- | ---- | ---- | ---- | ---- | ---- | ---- |
| 997  | 1143 | 868  | 746  | 624  | 588  | 590  | 468  |

### Etnikai összetétel
A 2002-es adatok szerint: